# La Teste-de-Buch
La Teste-de-Buch – miejscowość i gmina we Francji, w regionie Nowa Akwitania, w departamencie Żyronda.
Według danych na rok 1990 gminę zamieszkiwało 20 331 osób, a gęstość zaludnienia wynosiła 113 osób/km² (wśród 2290 gmin Akwitanii La Teste-de-Buch plasuje się na 22. miejscu pod względem liczby ludności, natomiast pod względem powierzchni na miejscu 4.).

## Współpraca
- Binghamton, Stany Zjednoczone
- Schwaigern, Niemcy